# Mogamed Ibragimov
Mogamed Ibragimov (n. 22 iulie 1974, Mahacikala, RSFS Rusă, URSS) este un luptător ce a reprezentat Azerbaidjan, medaliat olimpic. A participat la 3 ediții ale Jocurilor Olimpice (1996, 2000, 2004) în care a câștigat o medalie de bronz.